# NGC 1093
NGC 1093 (również PGC 10606 lub UGC 2274) – galaktyka spiralna z poprzeczką znajdująca się w gwiazdozbiorze Trójkąta. Odkrył ją Édouard Jean-Marie Stephan 6 grudnia 1879 roku.
W galaktyce tej zaobserwowano supernową SN 2009ie.